# Гудхью (тауншип, Миннесота)
Гудхью (англ. Goodhue) — тауншип в округе Гудхью, Миннесота, США. На 2000 год его население составило 530 человек.

## География
По данным Бюро переписи населения США площадь тауншипа составляет 90,6 км², из которых 90,6 км² занимает суша, водоёмов нет.

## Демография
По данным переписи населения 2000 года здесь находились 530 человек, 173 домохозяйства и 142 семьи.  Плотность населения —  5,8 чел./км².  На территории тауншипа расположено 177 построек со средней плотностью 2,0 построек на один квадратный километр. Расовый состав населения: 98,11 % белых, 0,75 % азиатов, 0,94 % — других рас США и 0,19 % приходится на две или более других рас. Испанцы или латиноамериканцы любой расы составляли 1,13 % от популяции тауншипа.
Из 173 домохозяйств в 39,9 % воспитывались дети до 18 лет, в 75,1 % проживали супружеские пары, в 2,3 % проживали незамужние женщины и в 17,9 % домохозяйств проживали несемейные люди. 12,7 % домохозяйств состояли из одного человека, при том 4,6 % из — одиноких пожилых людей старше 65 лет. Средний размер домохозяйства — 3,06, а семьи — 3,37 человека.
31,3 % населения — младше 18 лет, 8,9 % — в возрасте от 18 до 24 лет, 28,3 % — от 25 до 44, 23,0 % — от 45 до 64, и 8,5 % — старше 65 лет. Средний возраст — 33 года. На каждые 100 женщин приходилось 114,6 мужчин.  На каждые 100 женщин старше 18 приходилось 114,1 мужчин.
Средний годовой доход домохозяйства составлял 49 500 долларов, а средний годовой доход семьи —  50 625 долларов. Средний доход мужчин —  31 172  доллара, в то время как у женщин — 20 962. Доход на душу населения составил 19 786 долларов. За чертой бедности находились 2,9 % семей и 2,7 % всего населения тауншипа, из которых 3,1 % младше 18 и 8,2 % старше 65 лет.